# Põvvatu
Põvvatu (Duits: Pöwwato) is een plaats in de Estlandse gemeente Luunja, provincie Tartumaa. De plaats heeft de status van dorp (Estisch: küla).

## Bevolking
De ontwikkeling van het aantal inwoners blijkt uit het volgende staatje:
| Jaar            | 2000 | 2009 | 2011 | 2017 | 2019 | 2020 | 2021 |
| --------------- | ---- | ---- | ---- | ---- | ---- | ---- | ---- |
| Aantal inwoners | 70   | 70   | 90   | 108  | 131  | 170  | 210  |

## Geschiedenis
Het landgoed van Luunja, voor het eerst genoemd in 1503, had oorspronkelijk een landhuis bij Põvvatu, maar in de tijd van het Hertogdom Lijfland werd het bestuurscentrum van het landgoed verplaatst naar Luunja. Põvvatu werd een ‘semi-landgoed’ (Estisch: poolmõis), een landgoed dat deel uitmaakt van een groter landgoed, onder Luunja. Het landhuis is niet bewaard gebleven.
Pas in de jaren twintig van de 20e eeuw ontstond op het terrein van het landgoed een nederzetting. In 1939 kreeg Põvvatu de status van dorp. In 1977 werd het buurdorp Vanamõisa bij Põvvatu gevoegd.